# 5710 Silentium
5710 Silentium è un asteroide della fascia principale. Scoperto nel 1977, presenta un'orbita caratterizzata da un semiasse maggiore pari a 2,1767420 UA e da un'eccentricità di 0,1512352, inclinata di 3,37037° rispetto all'eclittica.